# 林浩 (明朝)
林浩（15世紀—16世紀），字克浩，福建漳州府龍溪縣人，明朝政治人物。

## 生平
林浩為人嚴正剛毅，正德二年（1507年）中式福建鄉試舉人，隨即母喪，三年中不入寢室。兄長去世後不參加會試，後授廣東南海縣知縣，裁去冗費、平均徭役，令豪強失去依靠，因不順從上級被改任南雄教授，處事不苟言笑、教導士子嚴肅，三年內士習丕變，以賢明獲上級徵召代理知府，不久因父親去世回鄉；服闋之後調任衢州教授，在當地勸學教化，崇尚德行，周濟貧士，擢任國子監博士，官至遼王王府長史。回鄉後他設立祭田，惠及族人中貧乏不能婚葬者，亦曾興建海堤阻擋潮水，鄉人立碑歌頌他，年八十三歲去世。

## 引用
1. 1 2  光緒《龍溪縣志·卷十六·人物》：林浩，字克浩，領正德丁卯鄉薦，嚴毅有節概，居母喪三年未嘗久私室，兄歿不赴禮闈；初令南海，裁冗費、均徭役，勢豪無所假借，以此取忤改教南雄，當道廉其賢檄署府篆，吏胥畏憚之，調衢州，勸學興禮，敦崇德行，却貧士餽且周之。薦於朝擢國子博士，選遼府長史歸，立祭田以公族人，給貧乏之不能婚葬者，子孫異代同居雍睦無閒，嘗築堤以障潮塞涵以蓄水，鄉人立碑頌焉，卒年八十三。
2. ↑  道光《直隸南雄州志·卷六·名宦志》：林浩，字克浩，福建龍溪舉人，嘉靖初以南海令左遷教授，持身正大、不苟言笑，臨財甚介、教規尤嚴，每中夜躬課諸生，勤惰必冠帶而出，如是者三年士習丕變，後以憂去，至今稱良師者必曰克浩先生云。